# Egyházasharaszti
Egyházasharaszti ist eine ungarische Gemeinde im Kreis Siklós im Komitat Baranya.

## Geschichte
Egyházasharaszti wurde 1294 erstmals urkundlich erwähnt.